# Ronkonkoma
Ronkonkoma ist ein Ort im Suffolk County (New York), einem County im Bundesstaat New York. Das U.S. Census Bureau hat bei der Volkszählung 2020 eine Einwohnerzahl von 18.955 ermittelt.  
Ronkonkoma hat eine Gesamtfläche von 22,1 km², wovon 21,2 km² auf Land und 0,9 km² (4,10 %) auf Wasser entfallen. Nach Angaben der Volkszählung im Jahr 2000 lag das mittlere Haushaltseinkommen in der Gemeinde im Jahr 2007 bei 87.896 $ und das mittlere Familieneinkommen bei 97.441 $. Das Medianeinkommen der Männer lag bei 50.594 $, das der Frauen bei 35.013 $. Das Pro-Kopf-Einkommen des Ortes lag bei 25.152 $. 3,7 % der Bevölkerung lebten unterhalb der Armutsgrenze. 